# Wechselstube

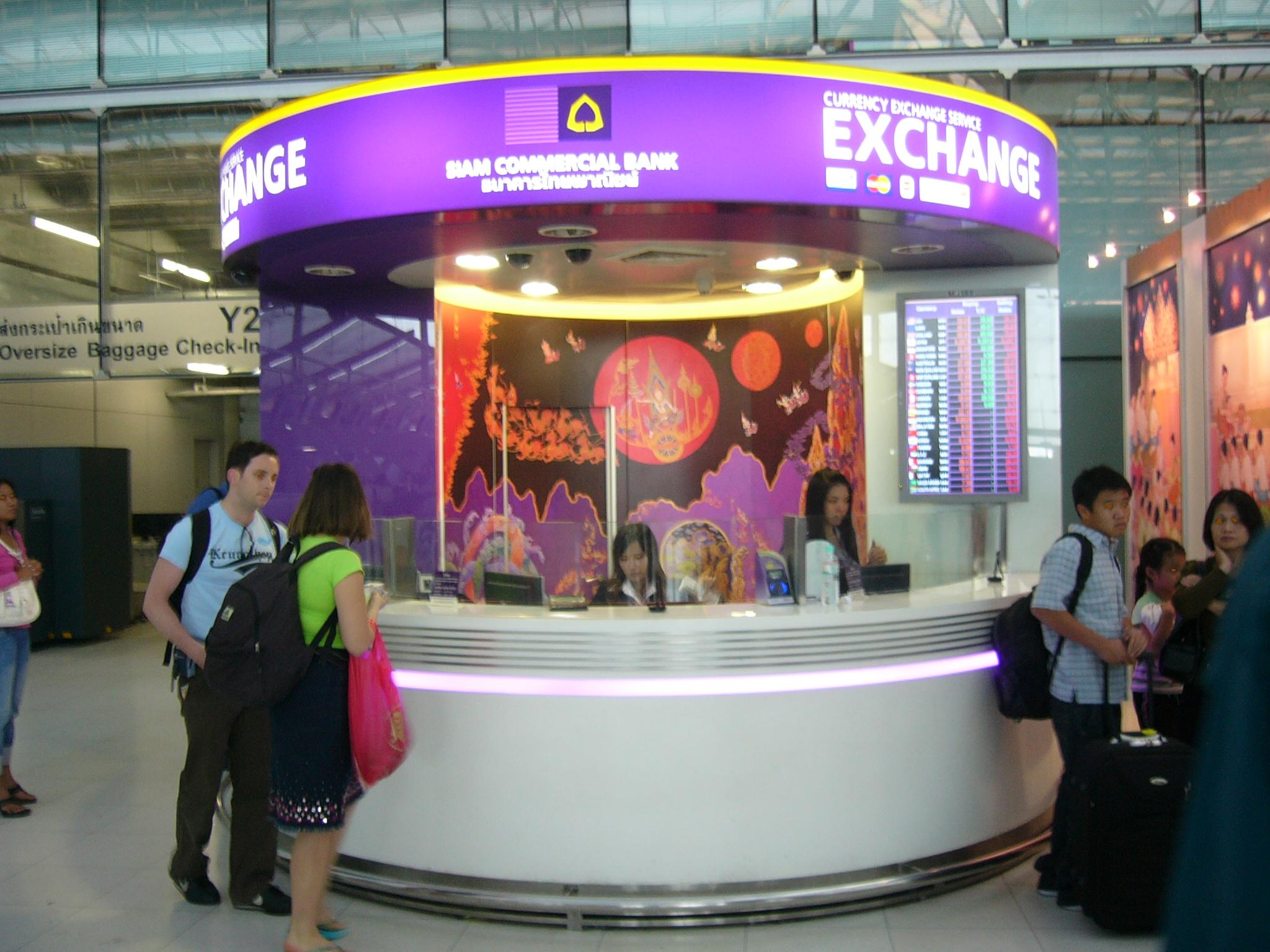
Eine Wechselstube in einem Flughafen

Die Wechselstube ist ein Finanzdienstleistungsinstitut, in dessen Geschäftsräumen inländisches Bargeld in Fremdwährung oder umgekehrt zu einem feststehenden Wechselkurs getauscht werden kann.

## Allgemeines
Das Bargeld als gesetzliches Zahlungsmittel in Fremdwährung wird Sorten genannt. Diese werden in Banknoten und/oder Scheidemünzen als Barauszahlung an den Kunden ausgehändigt oder als Bareinzahlung vom Kunden entgegengenommen. Es gibt auch Unternehmen, die neben der Haupttätigkeit des Geldwechselns außerdem Gold in Form von Münzen oder Barren an- oder verkaufen sowie das Finanztransfergeschäft betreiben. Typisch für Wechselstuben ist, dass deren Kunden dort keine Bankkonten unterhalten können.

## Ankaufskurs, Verkaufskurs, Kommission

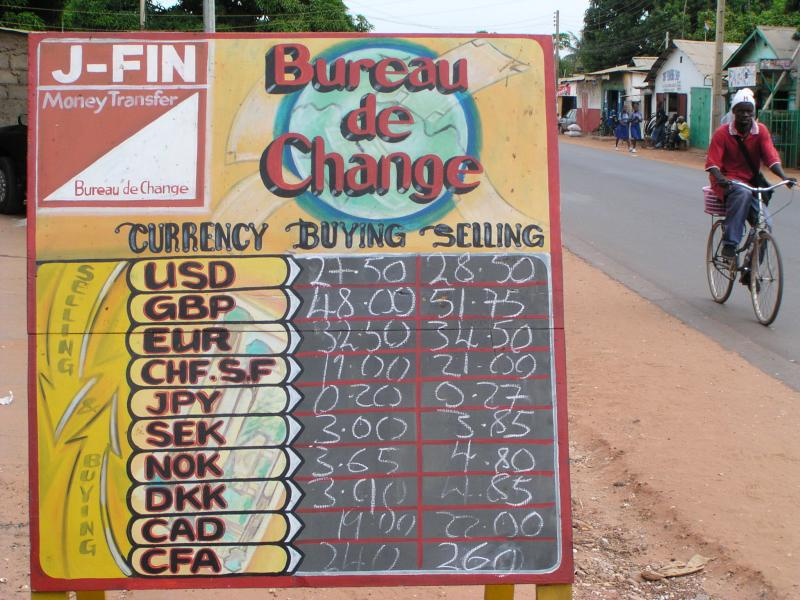
Typisch für Wechselstuben sind Anzeigetafeln, die die aktuellen Kauf- und Verkaufskurse anzeigen, hier angegeben in Dalasi (Gambia)

Der Wechselkurs ist der Preis einer Währung. Die verschiedenen Wechselkurse sind an Wechselstuben oft auf tabellarischen Anzeigetafeln vermerkt, die flexibel mittels digitaler Anzeige oder einfach per Handschrift aktualisiert werden. Es gibt stets zwei Kurse, deren Bezeichnung sich aus Sicht der Wechselstube vor Ort ergibt:
- Kaufkurs oder Ankaufskurs ist der Geldkurs (überschrieben etwa mit „We buy“ oder „Buying“) bedeutet, dass die Wechselstube die ausgewiesene Fremdwährung („fremd“ bezogen auf ihr Herkunftsland) kauft. Dieser ist für Reisende der entscheidende Kurs, wenn sie ihre mitgebrachte Heimatwährung in die entsprechende Landeswährung tauschen wollen. Die Wechselstube kauft sie ihnen für einen niedrigeren Kurs ab. Am Beispiel einer Wechselstube in Gambia (siehe Foto) erklärt, bekommt man für einen Euro, den man der Wechselstube gibt, 32,50 Dalasi ausgehändigt.
- Verkaufskurs oder Briefkurs (überschrieben etwa mit „We sell“ oder „Selling“) bedeutet, dass die Wechselstube die entsprechende Fremdwährung verkauft. Dies ist der Kurs, für den man nach seiner Reise die restliche Landeswährung zurück in seine Heimatwährung tauschen kann. Im Beispiel Gambias müsste der Kunde der Wechselstube 34,50 Dalasi zahlen, um dafür einen Euro zurückzubekommen.

Befindet sich die Wechselstube im Heimatland, so verhält es sich genau umgekehrt: Für den Tausch vor der Reise ist dann der Verkaufskurs entscheidend (die Wechselstube verkauft die Fremdwährung). Nach der Reise kauft die Wechselstube im Heimatland die mitgebrachte Fremdwährung zum niedrigeren Kaufkurs zurück. Doch egal wo sich die Wechselstube befindet, der Kaufkurs ist immer niedriger als der Verkaufskurs. Über diesen Preisunterschied erwirtschaften die Wechselstuben ihren Gewinn: sie verkaufen Sorten für einen höheren Preis als sie sie eingekauft haben.
Zusätzlich zum Kursunterschied kann noch eine sogenannte Kommission fällig werden – ein Entgelt, welches die Wechselstube entweder prozentual auf den Umtauschwert oder pauschal pro getätigtem Umtausch erheben kann.

## Wechselstuben-Service

### Handel mit Sorten
Schwerpunkt der geschäftlichen Aktivitäten sind Sortengeschäfte, also An- und Verkauf einer fremden Währung meist gegen die landesübliche Währung. Hierzu zählte früher auch der Verkauf oder die Einlösung von Reiseschecks, die es heute nicht mehr gibt. Vorrätig gehalten werden gängige konvertible Fremdwährungen. Von Kunden benötigte Banknoten für exotischere Reiseländer kann die Wechselstube bei Bedarf für den Kunden besorgen. In der Umgangssprache hat sich das Sortengeschäft meist als Kauf oder Verkauf von „Devisen“ eingebürgert, was so nicht stimmt, weil damit bankfachlich nur das Buchgeld auf Fremdwährungskonten oder auf Konten im Ausland bezeichnet sind.
Es kann in besonderen Währungskonstellationen durchaus vorkommen, dass die Wechselstube auf bestimmte Geschäfte verzichtet. Kleine Amsterdamer Wechselstuben haben im Jahr 2008 beispielsweise den Geldtausch von US-Dollar wegen dessen Kursverlusten zeitweise abgelehnt.

### Handel mit Edelmetallen
Ein zweiter Bereich sind An- und Verkauf von Gold, seien es Goldmünzen oder Goldbarren. Der Handel in anderen Edelmetallen, etwa Silber, Silbermünzen oder Platin, kann im Einzelfall ergänzender Geschäftsgegenstand sein.

### Finanztransfers
Wenn die Wechselstube das Finanztransfergeschäft betreibt, ist sie meist als Agentur für internationale Anbieter, etwa der Western Union, tätig. Ein Kunde kann hier im Inland beispielsweise gegen Entrichten eines Dienstleistungsentgelts einen Bargeldbetrag einzahlen, der dem Empfänger im Ausland ebenfalls in bar ausbezahlt wird.

### Fachwissen
Die Mitarbeiter entwickeln im Laufe der Zeit ein Fingerspitzengefühl für mögliches Falschgeld bei Banknoten und Münzen. Das Erkennen wird durch Vorhalten einschlägiger Literatur und Informationen sowie technischer Hilfsmittel wie Lampen mit Ultraviolettstrahlung unterstützt.
Auch über Ein- und Ausfuhrbestimmungen zu den Währungen häufig frequentierter Reiseländer können sie sachverständige Auskunft geben.

## Unternehmerische Aspekte

### Räumliche Lage
Wechselstuben bedienen hauptsächlich Reisende. Sie sind daher meist in Orten mit einem Flughafen, einem Seehafen, einem größeren Bahnhof oder einem Grenzübergang ansässig. Etabliert sind Wechselstuben ferner in Städten mit internationalen Ausstellungen oder Messen. Geldwechsel führen außer Wechselstuben Kreditinstitute, manche Reisebüros, größere Hotels oder von ausländischen Touristen häufig aufgesuchte Einkaufsstätten durch. Auf Kreuzfahrtschiffen oder Fähren auf See obliegt dem Zahlmeister oft auch der Betrieb der Wechselstube.

### Verdienstquellen
Eine Wechselstube verdient an der Spanne zwischen An- und Verkaufskurs der Währungen oder den entsprechenden Preisunterschieden bei Goldumsätzen. Daneben können für die Durchführung ihrer Finanzdienstleistungen Gebühren anfallen. Einzelheiten ergeben sich aus dem Preisaushang.
Die Wechselkurse der Sorten orientieren sich an den amtlich festgesetzten Devisenkursen und beziehen Transportkosten (für die Beschaffung der Sorten) und Versicherungsprämien (für Wertaufbewahrung) ein. Sie können sich täglich ändern. In der Regel werden nur Banknoten ge- oder verkauft. Scheidemünzen werden eher ausnahmsweise gehandelt, weil sie in den Preisen gewichtsbedingt ungünstiger sind. Diese Differenzierung hat ihre Ursache in höherem Aufwand für Lagerung und gegebenenfalls Transport oder Versand der metallenen Reisezahlungsmittel in das Ursprungsland.
Beispiel zur Handelsspanne
Angenommen, jemand möchte für eine Reise in die USA 1.000 Euro in US-Dollar umtauschen. Bei einem Kurs von beispielsweise 1,27 USD für 1 Euro verkauft ihm die Wechselstube dann 1.270 US-Dollar (USD). Überlegt es sich der Kunde eine Woche später anders und bleibt im Lande, wird er bei einem Ankaufskurs von 1,35 USD für 1 Euro nur mehr (1.270:1,35) 940,74 Euro zurückbekommen. Der Kursunterschied sichert dem Unternehmen die Deckung seiner Personalkosten, Lagerkosten und sonstigen Aufwand sowie Nachteile durch das Kursrisiko.

### Auswirkungen durch den modernen Zahlungsverkehr
Im letzten Drittel des 20. Jahrhunderts haben verschiedene Entwicklungen die Geschäftssituation der Wechselstuben tangiert. Die Verbreitung von Geldautomaten hat dazu geführt, dass es für den Kunden günstiger sein kann, mittels seiner Debitkarte oder Kreditkarte  benötigtes Bargeld in Fremdwährung im anderen Land direkt aus einem dafür zugelassenen Geldautomaten zu besorgen. Der Betrag wird dann, umgerechnet zum Devisenkurs und abzüglich einer Bankgebühr für die Abhebung, von seinem heimischen Bankkonto abgebucht. Damit wird das Verlustrisiko beim Mitführen einer größeren Geldsumme auf Reisen, etwa durch Diebstahl, verringert.
Die Einführung der Gemeinschaftswährung Euro in verschiedenen Staaten der Europäischen Union hat zum Wegfall ihrer nationalen Währungen geführt und den Umsatz bei Geldwechselgeschäften reduziert. Im Startjahr 2002 verschwanden die Umtauschtransaktionen in Deutsche Mark, spanische Peseten, italienische Lire, belgische Francs und niederländische Gulden.
Es gibt inzwischen vereinzelt Wechselstuben, die Dienste über das Internet anbieten. Bestellte ausländische Währungen werden etwa dem Kunden nach Hause zugesandt, ihr Gegenwert über Kreditkarte oder im Lastschriftverfahren vom Konto des Kunden abgebucht.

### Unternehmen (Auswahl)
In Deutschland ist die Reisebank ein großer, stark auf das Wechselstubengeschäft spezialisierter Anbieter. Weltweit hebt sich das Unternehmen Travelex nach eigenen Angaben vor Mitbewerbern hervor.

## Rechtsfragen
Der Erwerb von Sorten ist rechtlich ein Kaufvertrag gemäß § 433 BGB. Vertragsgegenstand sind die Sorten, welche von der Wechselstube als Verkäufer an den Kunden abgegeben werden oder als Käufer vom Kunden angenommen werden. Vertragliche Gegenleistung ist in beiden Fällen Inlandswährung. Deren Kaufpreis errechnet sich aus dem Wechselkurs und dem Nennwert der getauschten Währungen. Die Annahme oder Abgabe von Falschgeld stellt zivilrechtlich einen Sachmangel dar, welcher der Sachmangelhaftung unterliegt. Diese löst Gewährleistungsansprüche nach § 437 BGB (Nacherfüllung, Minderung oder Schadensersatz) aus, sofern die erforderliche Tilgungsbestimmung vom Verkäufer abgegeben wurde.
Das Sortengeschäft der Wechselstuben ist eine Finanzdienstleistung im Sinne des § 1 Abs. 1a Satz 2 Nr. 7 KWG. Es umfasst den Handel mit Banknoten oder Münzen, die gesetzliche Zahlungsmittel darstellen, sowie früher den Verkauf und Ankauf von Reiseschecks. Wechselstuben sind damit Finanzdienstleistungsinstitute und benötigen eine Erlaubnis der Bundesanstalt für Finanzdienstleistungsaufsicht (BaFin). Wer Finanzdienstleistungen gewerbsmäßig oder in einem Umfang betreibt, der einen in kaufmännischer Weise eingerichteten Geschäftsbetrieb erfordert, bedarf gemäß § 32 Abs. 1 KWG der vorherigen schriftlichen Erlaubnis der BaFin.
Nach nationalen und internationalen Erfahrungen muss das Sortengeschäft als besonders geldwäscheanfällig angesehen werden. Im Gegensatz zu den übrigen Bankgeschäften, bei denen Transaktionen mit Bargeld – mit Ausnahme anderer Tafelgeschäfte – nur eine untergeordnete Rolle spielen, handelt es sich beim Sortengeschäft typischerweise um ausschließliche Bargeldtransaktionen. Hinzu kommt, dass diese Geschäftsbereiche in hohem Maße geprägt sind durch Gelegenheitskunden, über die eine Wechselstube keine näheren Kenntnisse aus einer Geschäftsbeziehung besitzt.
Deshalb verpflichtet § 25k Abs. 3 KWG die Kredit- und Finanzdienstleistungsinstitute, die Identifizierungspflichten auf sämtliche bar durchgeführten Sortengeschäfte anzuwenden, soweit die Transaktion einen Betrag von 2.500 Euro oder Gegenwert in ausländischer Währung überschreitet. Damit müssen die Anforderungen des Geldwäschegesetzes (GwG) bei Sorten bereits ab einem Schwellenbetrag von 2.500 Euro erfüllt werden, wenn es sich um bare Transaktionen handelt und der Kunde bei der Wechselstube üblicherweise keine Konten unterhält.
Kredit- und Finanzdienstleistungsinstitute, die das Sortengeschäft betreiben, müssen daher bereits ab einem Transaktionsbetrag von 2.500 Euro den Kunden nach Maßgabe des § 1 Abs. 5 GwG oder des § 7 GwG identifizieren und die Feststellungen gemäß § 9 GwG aufzeichnen, sofern es sich um Bartransaktionen handelt. Abweichend von § 10 Abs. 3 Satz 1 Nr. 2b GwG besteht gemäß § 25k Abs. 1 KWG für die Sorgfaltspflichten nach § 10 Abs. 1 Nr. 1, 2 und 4 GwG ein Schwellenwert von 2.500 Euro, soweit ein Sortengeschäft nach § 1 Abs. 1a Satz 2 Nr. 7 KWG nicht über ein Konto des Kunden abgewickelt wird. In diesem Zusammenhang soll von Wechselstuben auch die Frage nach dem wirtschaftlich Berechtigten gestellt und diese Angaben dokumentiert werden.
Wechselstuben müssen nach § 7 Abs. 2 FinaRisikoV der BaFin Stückzahl und Betrag der Umsätze mit Kunden, aufgegliedert nach den einzelnen Währungen und innerhalb der Währungen nach Ankauf und Verkauf, jeweils aufgegliedert nach  Größenordnungen bis 2.500 Euro, über 2.500 bis 15.000 Euro und über 15.000 Euro melden.
In Deutschland erhält ein Einzelkaufmann keine Erlaubnis für den Betrieb einer Wechselstube. Das Sortengeschäft zählt gemäß (§ 1 Abs. 1a Satz 2 Nr. 7 KWG) zu den Bankgeschäften. Wer es betreibt, ist folglich entweder Kreditinstitut oder Finanzdienstleistungsinstitut, sofern es sich nicht – wie etwa bei Kaufhäusern, Hotels oder Reisebüros – bei diesen Umsätzen um eine erlaubnisfreie Nebentätigkeit handelt (§ 2 Abs. 6 Satz 1 Nr. 12 KWG).
Zum Schwellenbetrag von 2.500 Euro sah sich der Gesetzgeber durch polizeiliche Ermittlungsfälle und Erkenntnisse aus internationaler Zusammenarbeit der Behörden zur Geldwäschethematik veranlasst. Unter anderem war durch die Polizei Geldwäscherei in größerem Stil mit Hilfe von Inhabern zweier Wechselstuben in München ermittelt worden, die sich mit Kriminellen im Drogenmilieu einließen. Insgesamt etwa 60 Millionen D-Mark sollen hier zwischen den Junimonaten 1993 und 1994 in den regulären Geldkreislauf eingeschleust worden sein.

## Geschichte
Wechselstuben sind das moderne Pendant zum jahrhundertelang der Bevölkerung vertrauten Geldwechsler. Das Bedürfnis, fremde Währungen in orts- oder landesübliche Zahlungsmittel zu wechseln, ist bereits seit der Zeit des Hellenismus vorhanden. Aus der Geschichte Bremens ist etwa bekannt, dass Erzbischof Adaldag im Jahr 966 eine Wechselstube errichtete.
Mit einer anderen Aufgabe waren die von König Georg von Podiebrad in den ihm gehörenden Städten Böhmens geschaffenen Wechselstuben konzipiert: Sie sollten eine am 5. Juni 1469 von ihm festgelegte Münzreform umsetzen und altes Geld gegen neues umtauschen. Aus den Geldwechslern gingen in der Neuzeit die Banken hervor.

## International
Die Geschäftsabwicklung in Wechselstuben wird auch von sonstigen staatlichen Regelungen berührt. Als Beispiele seien genannt:
- Staaten mit nicht konvertiblen Währungen untersagen häufig die Ausfuhr der inländischen Währung durch Exportverbote und verlangen oder begrenzen den Umtausch ausländischer Währung. In Zollbestimmungen kann angewiesen sein, dass der Reisende den Besitz ausländischer Valuta deklarieren muss und den Umtausch in Landeswährung anhand von Belegen der Wechselstuben dokumentieren soll. So hat die frühere DDR von westlichen Besuchern einen Mindestumtausch in DDR-Mark erzwungen, der in Wechselstuben an den Grenzübergängen in der DDR abgewickelt wurde.
- Nach der Währungsreform galt in der geteilten Stadt Berlin eine Doppelwährungsphase, bis schließlich die Westalliierten durch das Zulassen von Wechselstuben und der Entscheidung für die Deutsche Mark als alleinigem gesetzlichen Zahlungsmittel in den Westsektoren der Gemengelage ein Ende bereiteten. In diesen Umtauschstellen konnten Ost-Mark in West-Mark oder umgekehrt zu einem an Angebot und Nachfrage orientierten Kurs umgewechselt werden. Zwischen Preisamt und Wechselstubenbesitzern gab es hierzu gerichtlich ausgetragene Meinungsverschiedenheiten[10] (Ostmarkumtauschabgabe).

Im Ausland heißen Wechselstuben englisch Exchange office, Currency exchange, französisch Bureau de change (von französisch échanger, „umtauschen“), italienisch Ufficio die cambio oder spanisch Casa de cambio. Die Geschäftstätigkeit von Wechselstuben wird in vielen Staaten von Aufsichtsbehörden überwacht. Beispielsweise ist in Deutschland die Bundesanstalt für Finanzdienstleistungsaufsicht, in Frankreich die Banque de France dafür zuständig.